# Nogoyá (departamento)
Nogoyá é um departamento da Argentina, localizado na província de Entre Ríos.